# Lancia Astura
Lancia Astura – osobowy samochód sportowy produkowany przez włoską firmę Lancia w latach 1933–1939. Dostępny jako 4-drzwiowy sedan. Następca modelu Theta-35HP. W Asturze zastosowano silnik V8 o pojemności 3 litrów. Moc przenoszona była na koła tylne poprzez 4-biegową manualną skrzynię biegów. Zastąpiony przez model Ardea.

## Dane techniczne

### Silnik
- V8 3,0 l (2792 cm³), 2 zawory na cylinder[1]
- Średnica × skok tłoka: 74,60 mm × 85,00 mm
- Moc maksymalna: 82 KM (60 kW)[1]  przy 4000 obr./min

### Osiągi
- Prędkość maksymalna: 129 km/h